# Brookville Equipment Corporation

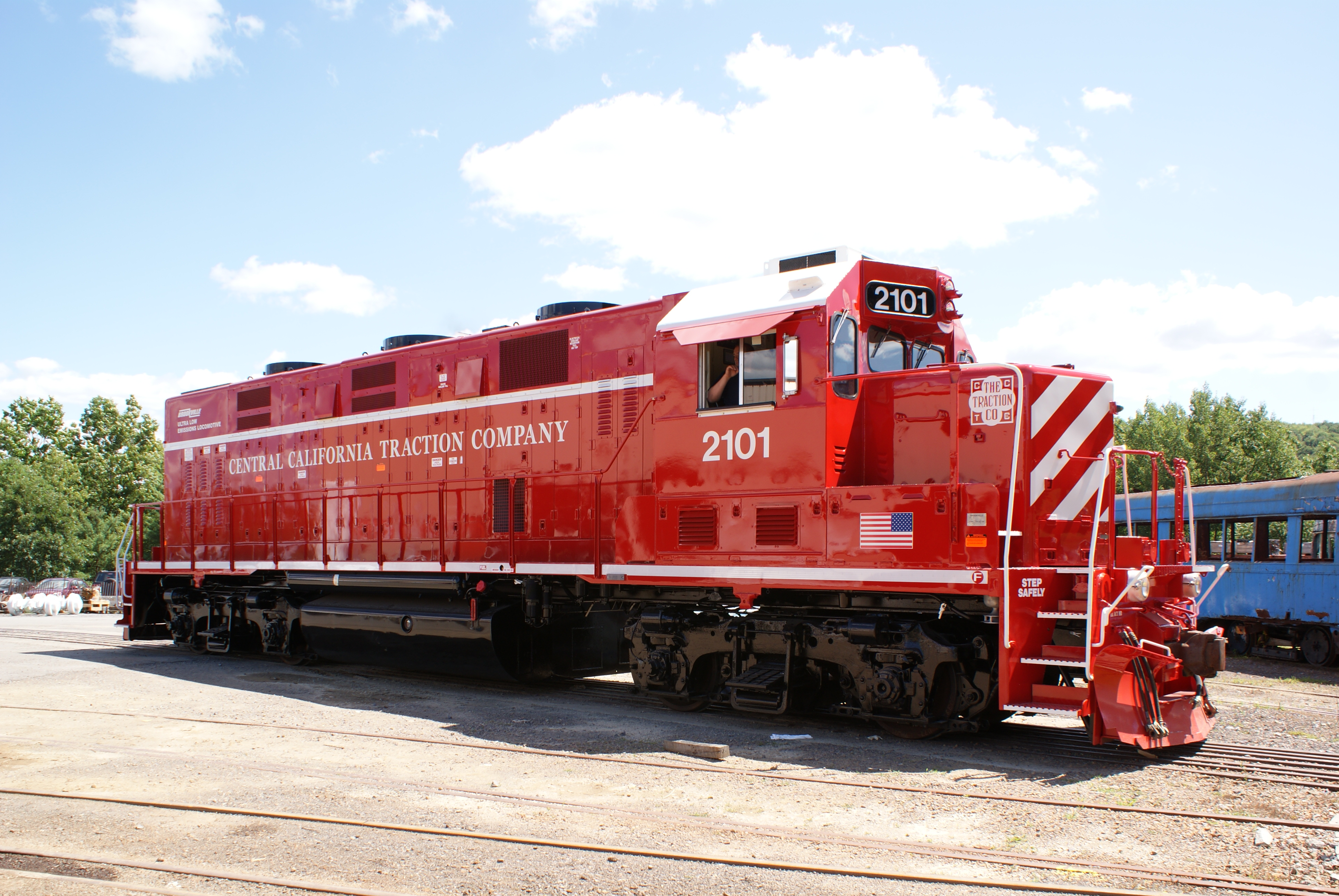
Locomotive Brookville sur un chemin de fer californien.

La société américaine Brookville Equipment Corporation est un constructeur de locomotives avec une base à Brookville, Pennsylvanie. Elle fabrique notamment des locomotives de chemin de fer pour l'industrie et des locotracteurs d'usage léger. La société a aussi été connu comme Brookville Locomotive Company.